# Троценко Сергій Михайлович
Сергі́й Миха́йлович Троце́нко (народився 03 січня 1994 року, село Загризове, Борівського району Харківської області) – сапер, старший сержант служби цивільного захисту Головного управління Державної служби України з надзвичайних ситуацій у Луганській області. Нагороджений Орденом «За мужність» ІІІ ступеня (посмертно).

## Життєпис
Сапер відділення піротехнічних робіт групи піротехнічних робіт (м. Щастя Луганської області) частини піротехнічних робіт та гуманітарного розмінування аварійно-рятувального загону спеціального призначення Головного управління ДСНС України у Луганській області.
У 2011 році закінчив Харківський професійний ліцей залізничного транспорту, за спеціальністю «Слюсар з ремонту рухомого складу».
05.2015 –  01.2020 служив у Збройних Силах України.
У 2021 році розпочав кар’єру у Головному управлінні Державної служби України з надзвичайних ситуацій у Луганській області. Обіймав посаду пожежного-рятувальника смт Біловодськ.
З липня 2022 року працював сапером відділення піротехнічних робіт групи піротехнічних робіт (м. Щастя) частини піротехнічних робіт та гуманітарного розмінування Аварійно-рятувального загону спеціального призначення Головного управління ДСНС України у Луганській області.
Загинув 19 жовтня 2022 року під час виконання завдань за призначенням поблизу села Явірське Харківської області. Службовий автомобіль, в якому знаходився  Троценко Сергій Михайлович, здійснив наїзд на протитанкову міну.
Внаслідок вибуху протитанкової міни Троценко Сергій Михайлович отримав поранення несумісні з життям.

## Нагороди
Орден «За мужність» ІІІ ступеня (посмертно) – за особисту мужність і самовідданість, виявлені у захисті державного суверенітету та територіальної цілісності України, вірність військовій присязі, сумлінне та бездоганне служіння Українському народові.